# Neuville-Bourjonval British Cemetery
Le Neuville-Bourjonval British Cemetery  est un cimetière militaire britannique de la Première Guerre mondiale, situé sur le territoire de la commune de Neuville-Bourjonval, dans le département du Pas-de-Calais, à l'est d'Arras.

## Localisation
Ce cimetière est situé en plein champ, à 500 mètres à l'est du village. A partir de la D7E1, il est accessible en empruntant un chemin agricole sur une centaine de mètres.

## Histoire

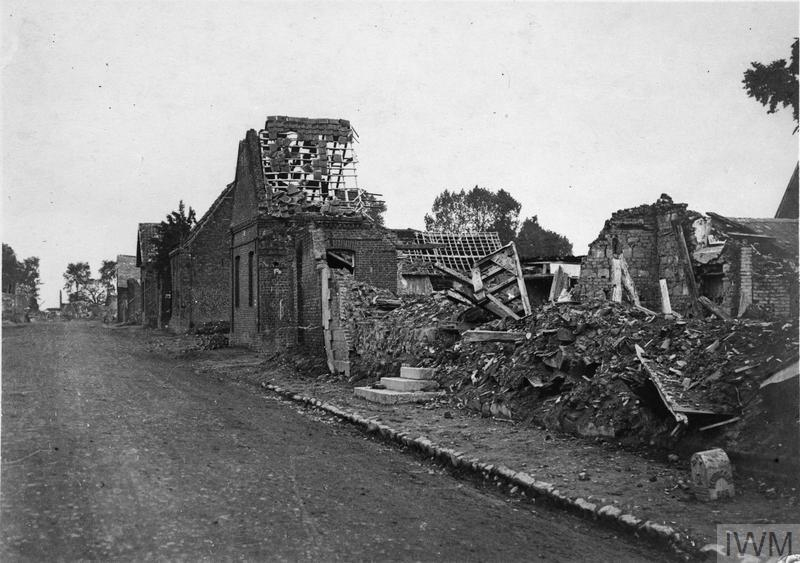
Ruines de Neuville-Bourjonval le 26 juillet 1917 IWM (Q 78572).

Neuville-Bourjonval est occupée par les troupes allemandes dès fin août 1914. Fin mars 1917, les alliés lancent la bataille d'Arras en vue de reconquérir le secteur. Le village est pris par les troupes du Commonwealth le 29 mars 1917, par le 12e régiment King's Liverpool (en). Le village sera de nouveau perdu fin mars 1918 lors de l'offensive du Printemps de l'armée allemande, puis repris définitivement les 4 et 5 septembre suivant lors de l'offensive des Cent-Jours.
Le cimetière est commencé en avril 1917 pour inhumer les victimes  des combats des premiers jours la bataille d'Arras. Il est de nouveau utilisé en août 1918 lors de la libération définitive de la commune.
Ce cimetière comporte aujourd'hui les tombes de 209 soldats du Commonwealth dont seulement cinq ne sont pas identifiés.

## Caractéristiques
Ce cimetière a un plan rectangulaire de 25 × 10 m et est entièrement clos d'un muret de moellons.

## Galerie

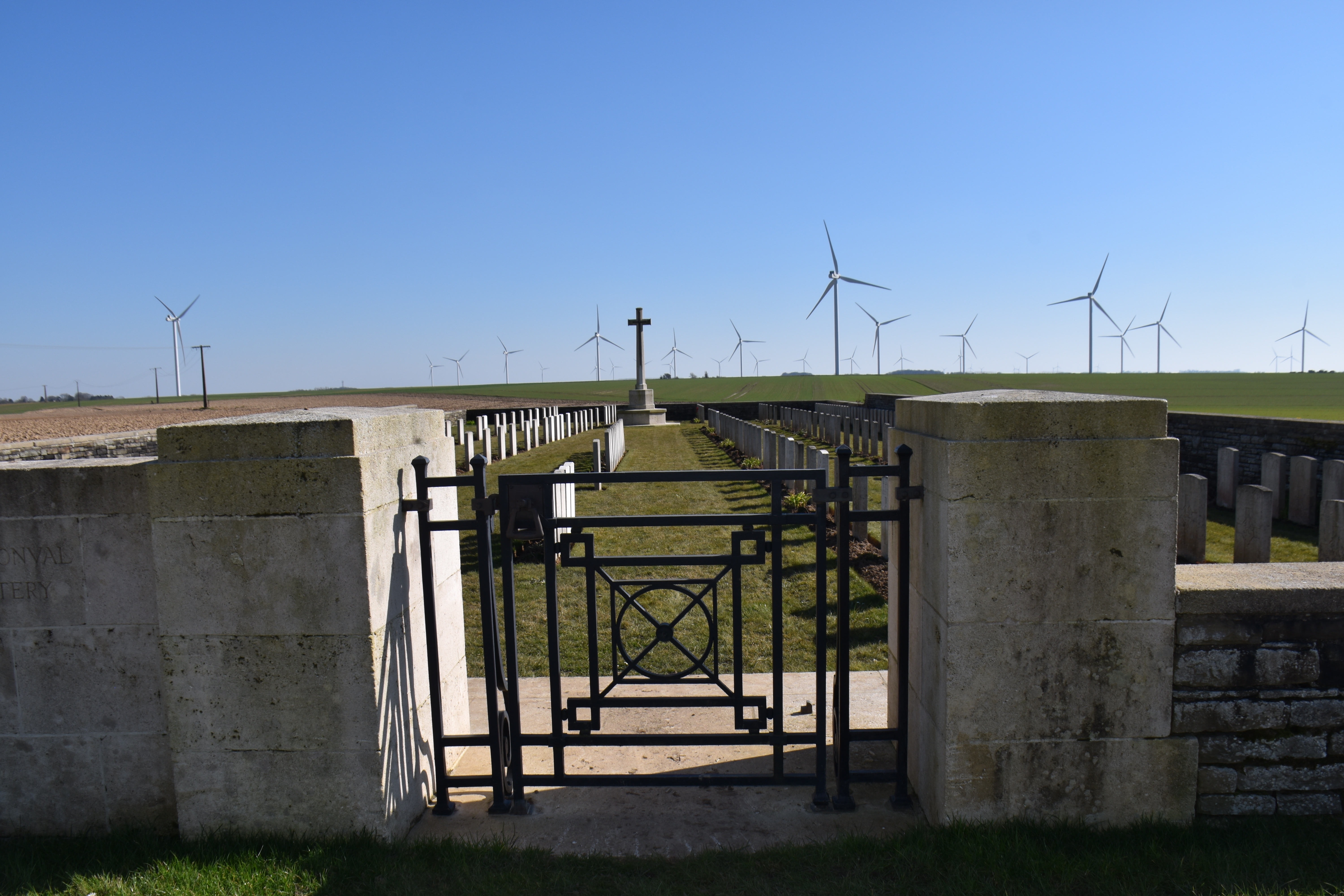
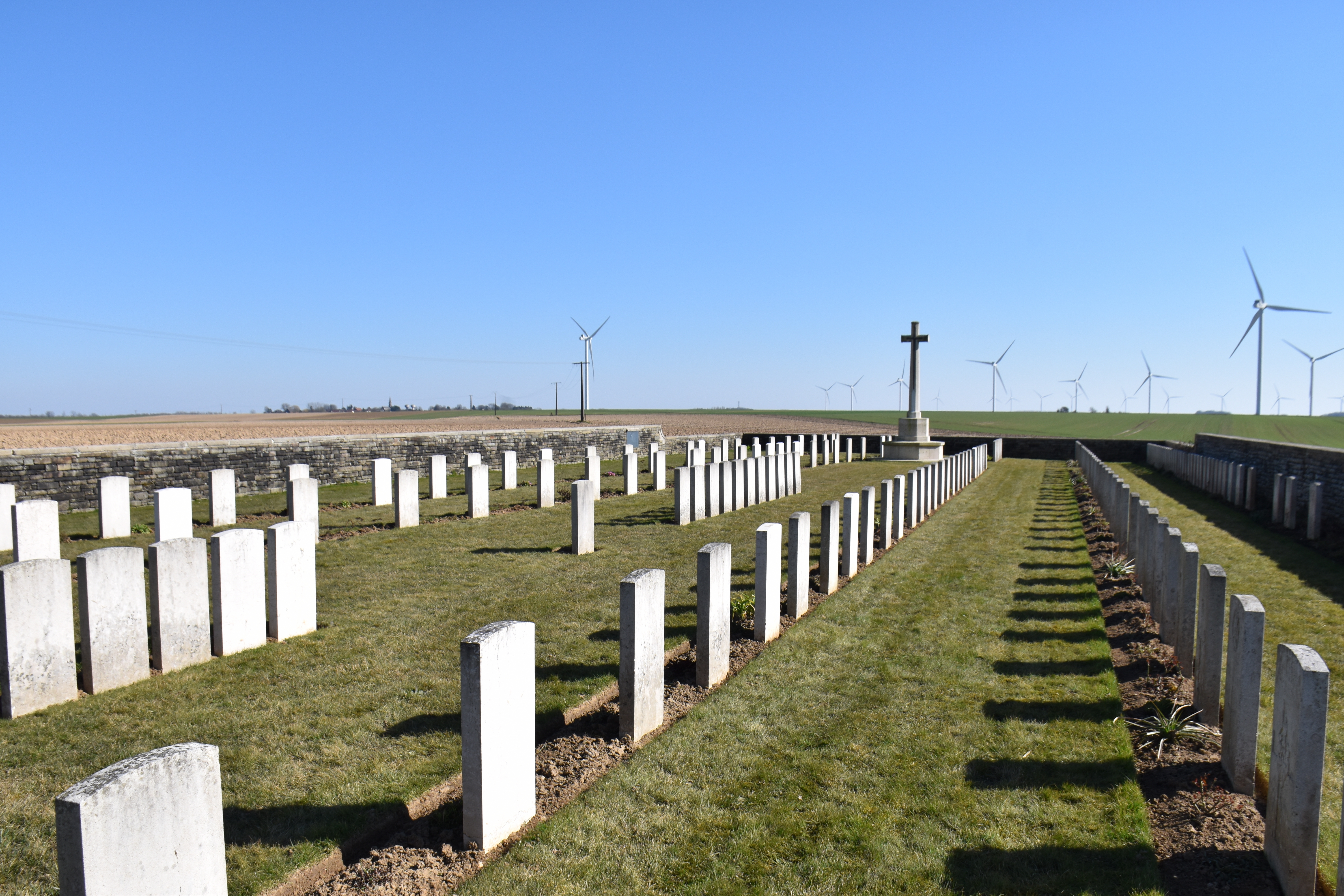
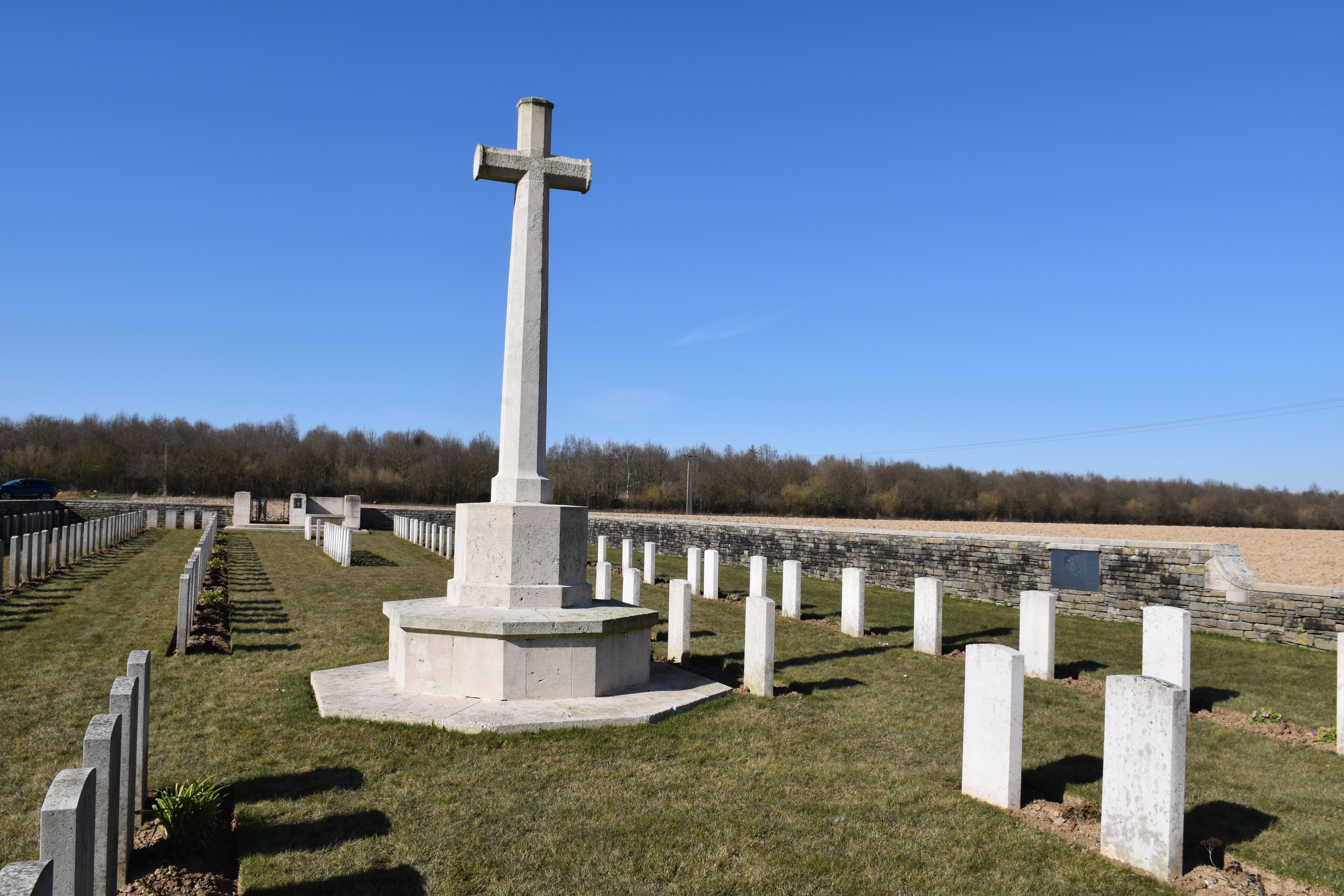
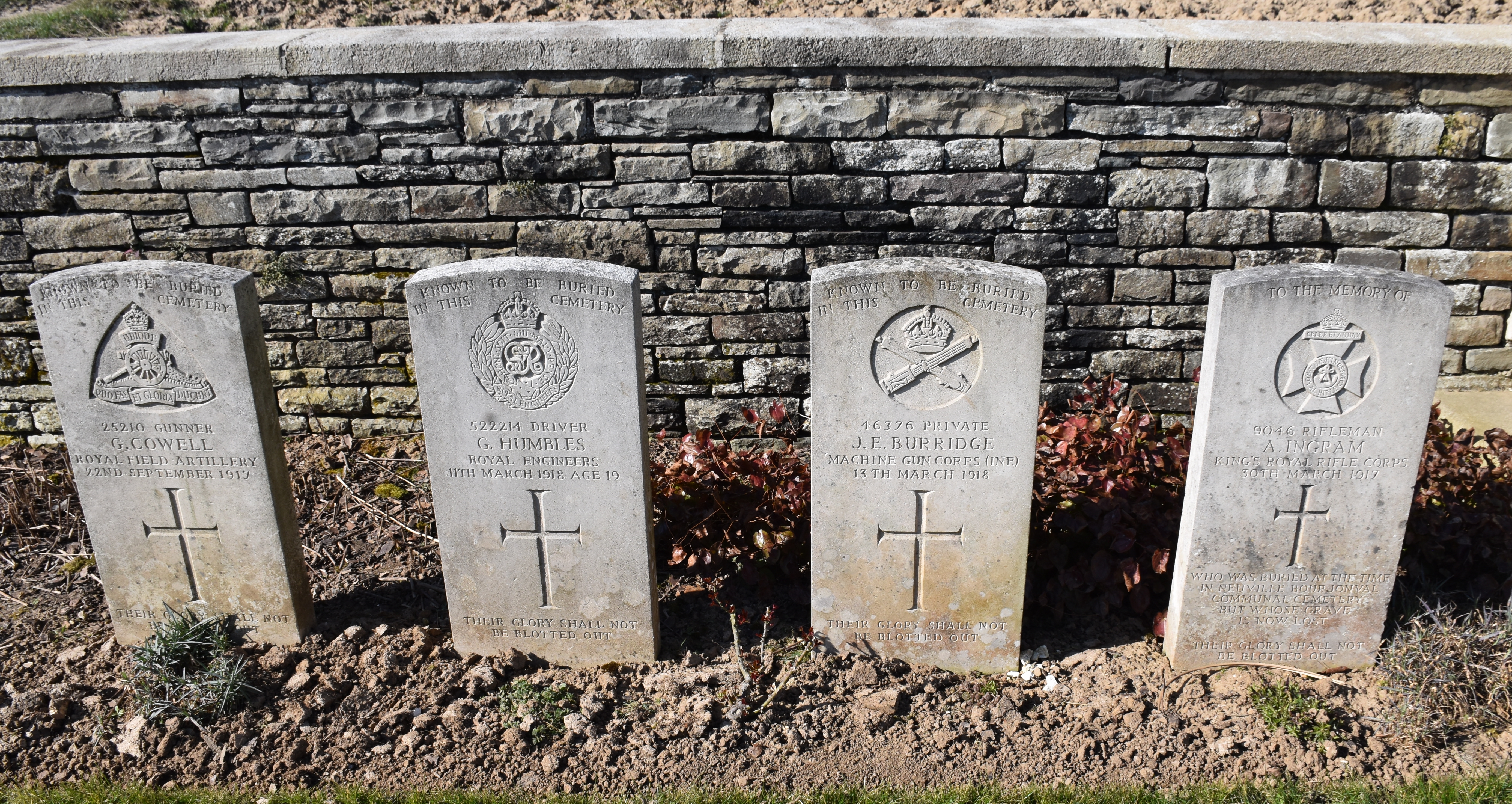
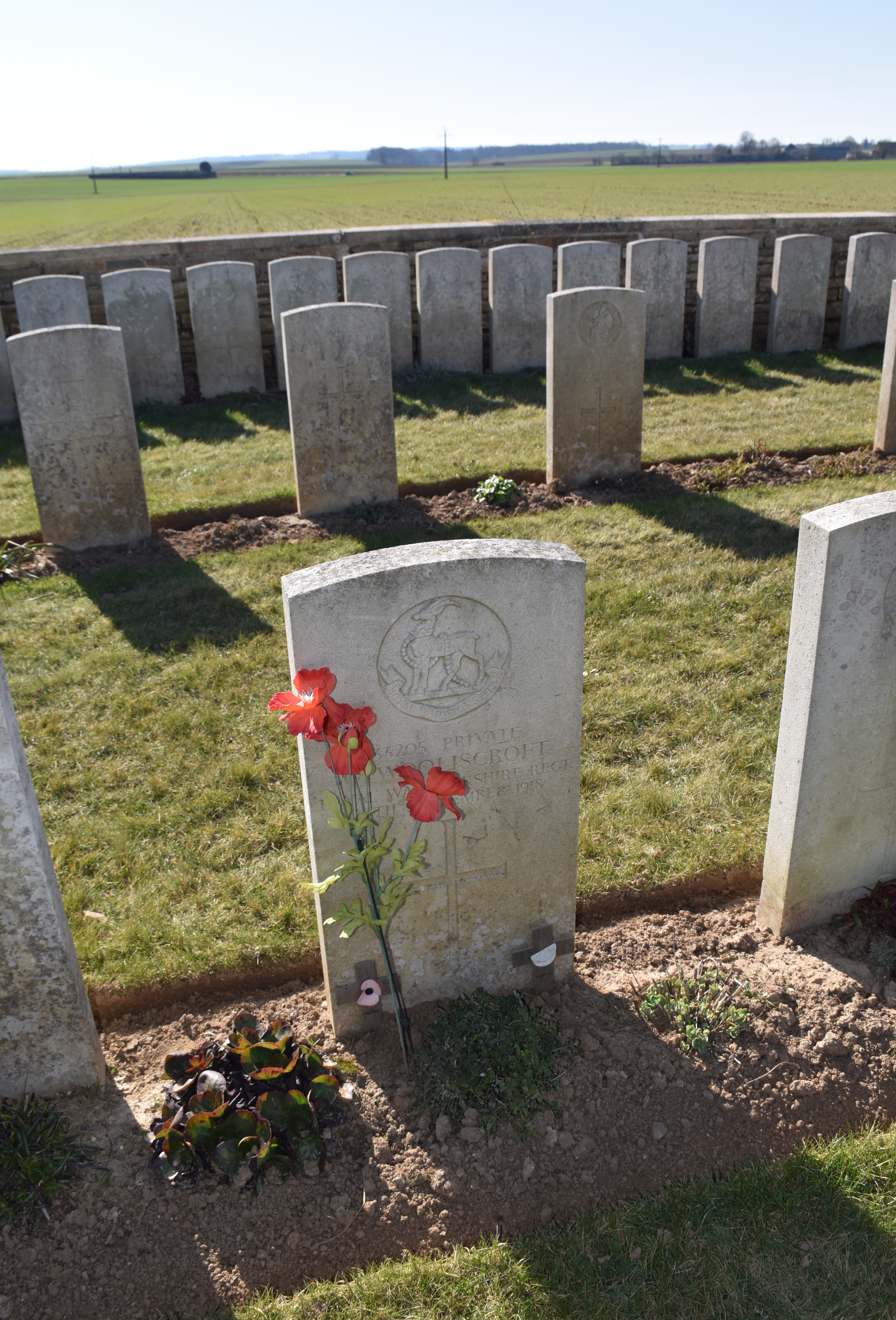
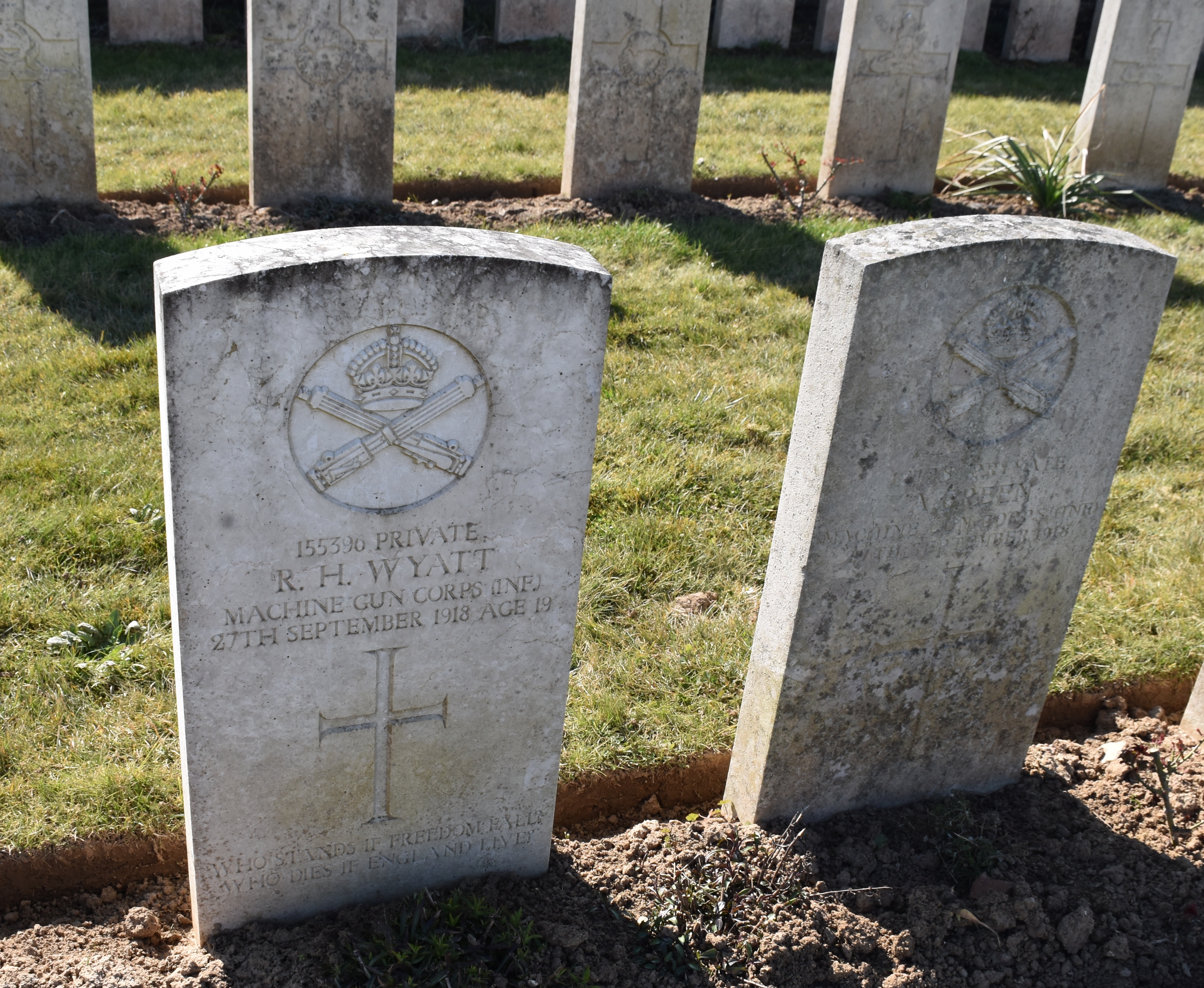
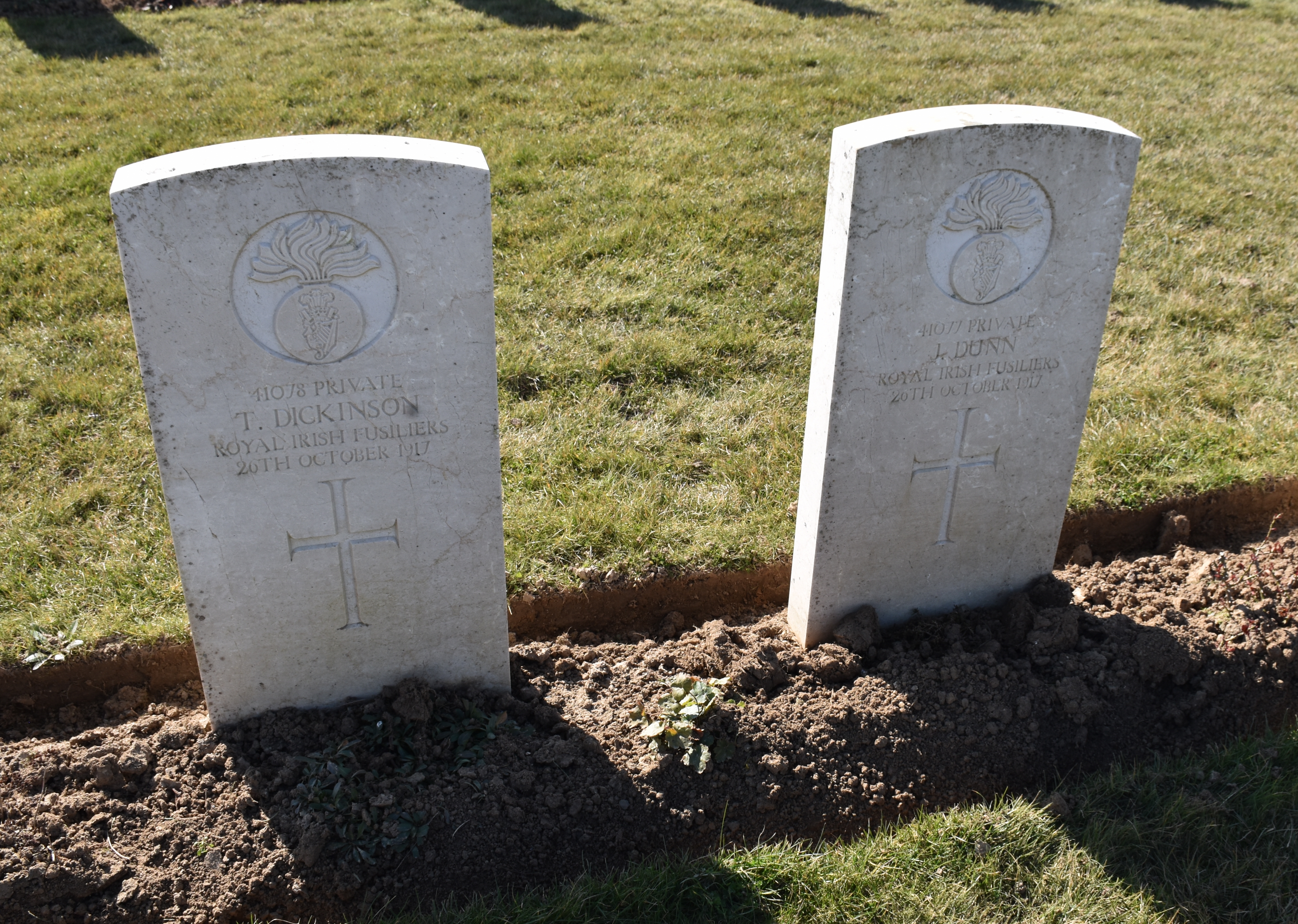

## Sépultures
| Pays             | Sépultures |
| ---------------- | ---------- |
| Royaume-Uni      | 204        |
| Nouvelle-Zélande | 5          |
| Total            | 209        |

## Pour approfondir